# Sergi Canós
Sergi Canós Tenés, né le 2 février 1997 à Nules en Espagne, est un footballeur espagnol. Il évolue au poste d'ailier au Valence CF.

## Carrière

### En club
Sergi Canós signe son premier contrat professionnel avec Liverpool lors de l'été 2014. Un an plus tard, il est prêté en Championship au Brentford FC.

### En sélection
Il participe à une compétition internationale au Mexique en 2012 avec l'équipe d'Espagne des moins de 15 ans.

## Statistiques
| Saison                | Club                  | Championnat           | Championnat | Championnat | Coupe nationale | Coupe nationale | Coupe de la Ligue | Coupe de la Ligue | Total | Total |
| Saison                | Club                  | Division              | M.          | B.          | M.              | B.              | M.                | B.                | M.    | B.    |
| 2015-2016             | Liverpool FC          | Premier League        | 1           | 0           | 0               | 0               | 0                 | 0                 | 1     | 0     |
| 2015-2016             | Brentford FC (prêt)   | Championship          | 38          | 7           | 1               | 0               | 0                 | 0                 | 39    | 7     |
| Total sur la carrière | Total sur la carrière | Total sur la carrière | 39          | 7           | 1               | 0               | 0                 | 0                 | 40    | 7     |